# 2016년 U-23 야구 월드컵
2016년 U-23 야구 월드컵(틀:Lane)은 2016년 10월 28일부터 11월 6일까지 멕시코 몬테레이에서 개최된 첫 번째 U-23 야구 월드컵이다.
틀:U-23 야구 월드컵